# Трифтонг
Трифтонг (от старогръцки: τρίφθογγος „тригласен“) е сложен гласен звук, състоящ се от три елемента, образуващи една сричка. В речта трифтонгите често се свиват в дифтонги. Продължителността на произнасяне на трифтонга е почти равна на тази на дифтонга.
Трифтонгите се делят на следните видове:
- низходящи
- възходящо-низходящи
- възходящи

Обикновено трифтонги присъстват в тези езици, които имат и дифтонги.
За установяването на фонемния статус на трифтонгите се използва морфологичен критерий: трифтонгът е една фонема, ако в него не може да се проведе морфемна граница или морфемна връзка (например, на английски: fire [faɪ̯ə̯]). В противен случай трифтонгът се разделя на фонеми (например на английски: liar [laɪ̯ə]).

## Английски
В британския вариант на английския език присъстват трифтонгите:
- [aʊ̯ə̯] като в hour
- [aɪ̯ə̯] като в fire
- [ɔɪ̯ə̯] като в loir

## Португалски
В португалския език се различават:
- [u̯ai̯] като в Paraguai
- [u̯ei̯ ~ u̯ɐi̯] като в enxaguei
- [u̯ɐ̃u̯] като в saguão
- [u̯ẽi̯ ~ u̯ɐ̃i̯] като в delinquem

## Румънски
В румънския език присъстват следните трифтонги:
- [i̯au̯] като в iau
- [e̯au̯] като в rîdeau
- [e̯o̯a] като в pleoape
- [i̯o̯a] като в creioane

## Испански
В испанския език присъстват следните трифтонги:
- [u̯ei̯] като в buey
- [u̯ai̯] като в Uruguay
- [i̯ai̯] като в cambiáis
- [i̯ei̯] като в cambiéis

## Виетнамски
Във виетнамския език присъстват следните трифтонги:
- [ɨə̯ɪ̯] като в tươi
- [ɨə̯ʊ̯] като в rượu
- [ie̯ʊ̯] като в tiêu
- [uə̯ɪ̯] като в nuôi
- [u̯ai̯] като в khoai
- [u̯iɜ] като в khuya
- [u̯iʊ̯] като в khuỵu
- [u̯ɛʊ̯] като в ngoẹo